# Manolo y Benito Corporeision
Manolo y Benito Corporeision es una serie de televisión cómica española producida por Drive TV para Antena 3, que la emitió entre el 25 de diciembre de 2006 y el 12 de marzo de 2007, dirigida por Juan Luis Iborra, José Ganga y Jaime Botella.
Es la continuación de Manos a la obra, que narra la vida de dos albañiles dueños de una empresa de reformas, Manolo y Benito (Ángel de Andrés López y Carlos Iglesias), en un barrio de Madrid.
La serie consta sólo de una temporada de 12 capítulos, tras haber sido cancelada después de un estrepitoso fracaso de audiencia. Tal fue así, que la actriz Loles León, cuyo personaje era fijo, abandonó la serie precipitadamente, estando ausente en los dos últimos episodios. Además, hacia el final de la serie, se dieron cameos de varios famosos para tratar así de captar audiencia infructuosamente, como por ejemplo el de Soraya Arnelas, exconcursante de Operación Triunfo.
Se emitió también en el canal Factoría de Ficción en su último mes de existencia (junio de 2007) y, como dato anecdótico, el último episodio emitido en este canal antes de su extinción fue de esta serie.

## Argumento
Cinco años después de que su amada Adela lo abandonara para irse al Caribe, Manolo sigue viviendo en el modesto piso que compartía con ella y trabajando en chapuzas varias junto a su inseparable compañero Benito en su empresa de reformas. Ellos apenas han cambiado, pero su entorno sí que lo ha hecho.
El escenario se basa en el tradicional de su antecesora, con cambios propios del siglo XXI. Las casas de Carmina y de Manolo permanecen intemporales. La corrala (ahora llamada Plaza Muro) del siglo pasado sobrevive en medio del sector financiero y comercial, guiño a la burbuja inmobiliaria. Solo quedan de inquilinos el piso de Manolo y el de Benito.
El propietario fue comprando las casas de todos los vecinos, pero ni Manolo ni Carmina eran propietarios, sino arrendatarios de baja renta. A pesar de las sumas por dejar sus hogares, ellos se negaron.
Pronto abrió el Hotel Plaza Muro de 4 estrellas, dirigido por Milagros, propiedad de Don Julián. También hay un bar, Las mil y una tapas. Su dueña es Antonia y en él trabajan su hija treintañera Rosi y su sobrina Cris, nueva en Madrid.
Manolo y Benito, con menos trabajo, deciden ponerle un nombre distinto a la empresa: Manolo y Benito Corporeision.

## Personajes

### Principales
- Benito Lopera Perrote (Carlos Iglesias), hijo cuarentón de Carmina, una setentona ama de casa viuda y un difunto acomodador de la plaza de toros de Zaragoza. Socio y mejor amigo de Manolo, se autoproclama el introductor del gotelé en España y su pereza solo es superada por su ineptitud y torpeza en el trabajo.

- Manuel "Manolo" Jumilla Pandero (Ángel de Andrés López), socio y mejor amigo de Benito, jefe de la empresa. Hace las reformas sin errores, limpiamente, y suele encontrarse solo ante ellas debido a la afición de su compañero a escaquearse del trabajo. Suele gritar a su socio por su nombre: ¡¡Benitoooooo!! y decirle: Animal, ¿qué has hecho? Otro sitio donde no podemos volver, ante sus constantes errores. Aún recuerda a su exmujer Adela que le abandonó por un cubano. Le ha sustituido por un pez rojo en una pecera al que llama Adela y le habla como si fuera ella.

- Milagros García (Loles León), es la gobernanta del Hotel Plaza Muro de la corrala.Tiene una personalidad agria, sibilina y egocéntrica, amén de ser calculadora y manipuladora. Su carácter asusta a todos sus empleados, que la odian. Tuvo una relación amorosa con Manolo.

- Carmen "Carmina" Perrote Torres (Carmen Rossi), es la madre viuda de Benito, aficionada al ganchillo, que dedica su vida a mimarle, aunque este no tome en cuenta su dedicación. En esta nueva etapa, Carmina no cuida tanto a su hijo, que se ha de valer por sí mismo.

- Serguei (Bruno Squarcia), inmigrante ucraniano pariente de Tania, de la serie original. Ha tenido muchos oficios en su vida. Trabaja esporádicamente para Manolo y Benito. Debido a su nombre, su escasa habilidad hablando español y su estética metrosexual, es considerado homosexual.

- Dolores "Lola" (Carolina Cerezuela), recepcionista del hotel, vaga y ligera de cascos. Siempre se topa con su jefa Milagros escaqueándose del trabajo. Ideó un plan para juntar a su jefa con Manolo, a fin de obtener vacaciones. Tiene un affaire con su compañero Ahmed.

- Antonia (Terele Pávez), la interesada dueña del bar Las Mil y una Tapas. Hecha a sí misma, se ha sabido ganar la vida. Está separada de su marido y ha sacado adelante a su hija con sacrificio y sin perder nunca la alegría.

- Julián José "Don Julian" (Manuel Manquiña), mezquino y necio cincuentón especulador inmobiliario que posee el bloque de apartamentos que linda con las casas de Manolo y Benito, de los cuales pretende deshacerse para derribarlas y construir viviendas modernas en su lugar. También le pertenecen la residencia de ancianos y el hotel.

### Secundarios
- Tristán García (Diego Paris), hermano adoptivo de Milagros, es un friki desinteresado y sin oficio ni beneficio. Nuevo fichaje de Manolo y Benito Corporeision, tras ser obligados por Milagros.

- Ahmed (Darío Paso), inmigrante marroquí treintañero que es usado "de chico para todo" en el hotel. Sólo vive de trapicheos. A pesar de no ser atractivo, tiene éxito con las mujeres.

- Maria Teresa "Maritere" (Eloísa Vargas), limpiadora y camarera del hotel. Es ausente e inocente y no tiene éxito con los hombres al ser conservadora. Sueña que Benito es su hombre ideal.

- Rosa "Rosi" (Isabel Blanco), hija treitañera de Antonia, camarera del bar. Indecisa, insegura y torpe y tiene miedo a que se le pase el arroz. Está enamorada de Serguei.

- Cristina "Cris" (Miriam Benoit), soriana sobrina veinteañera de Antonia que viene a Madrid, con la intención de ser actriz. Vaga, frívola e interesada y se siente superior a las personas poco pudientes. Solo sale con gente de alto standing.

- Lilian (Julita Martínez), una "viva la vida" de la tercera edad, ex-estrella del destape. Es vecina de la residencia de ancianos de Don Julián.

- Bruno (Antonio Medina), viejo galán y homosexual de la residencia.

- Marita (Amparo Pacheco), anciana de la residencia con salud de hierro, hipocondríaca, obsesionada con la muerte.

- Nicolas "Nicolasin" (Sr Corrales), empleado de la inmobiliaria Juliansa siempre está a las órdenes de su jefe Don Julián.

- Roberto (Luisber Santiago), supuesto hijo de Benito con una chica del pueblo de su padre quince años atrás, hoy propietaria de un gimnasio, a la que reencontró de casualidad tras un encargo del mismo. Habla con voz chillona y amanerada para ocultar su verdadera edad.

### Estrellas invitadas
- Beatriz Rico (capítulos 2 y 6)

- Adrián Lastra (capítulo 3)

- Rocio Calvo (capítulo 5)

- Soraya Arnelas (capítulo 7)

- Rosa López y José Mota (capítulo 8)

- Lourdes Bartolomé (capítulo 9)

- Paz Padilla (capítulo 10)

- Carlos Larrañaga y Malú (capítulo 11)

- Luisa Martín (capítulos 11 y 12)

- Santiago Segura, José Mota  y Carlos Manuel Díaz (capítulo 12)

## Origen de la serie y su ausente audiencia
En su momento, Manos a la obra fue una de las víctimas del programa concurso Gran Hermano.
Sin embargo, en 2006, Antena 3 recuperó la serie reponiéndola en numerosas ocasiones, primero en Antena.Neox y fugazmente en la programación matinal de la cadena principal. Tras el fracaso de las series de Antena 3 previstas para 2006, se planeó el regreso de la comedia. La continuación de la serie se estrenó el 25 de diciembre de 2006 con un espectacular share del 25,8% y 4.464.000 espectadores y un target familiar del 31,3%. Audiencia que fue descendiendo paulatinamente hasta quedar por debajo de la mitad de espectadores que cosechó su rival más directo en el Prime Time del lunes, CSI, constituyendo, por tanto, un nuevo fracaso para la cadena en ese año.

### Controvertida campaña publicitaria
A finales de 2006, se levantó una agria y controvertida polémica en Internet, ya que Antena 3 presentó con un aparentemente serio reportaje de periodismo de investigación la vuelta a la pequeña pantalla de la serie, algo que fue duramente criticado por los espectadores.
Esta práctica de publicidad viral habría incluido la creación de falsas páginas web como el blog ¿Quiénes fueron?, en la que se aprovecharía la catástrofe por la que quedó destruida la Torre Windsor en Madrid y sus polémicas sombras tras las ventanas, anunciando haber localizado a las dos personas que se veían reflejadas, siendo los dos actores principales de la serie.
Después, Antena 3 parodió tráileres de películas conocidas como Hombres de negro II y El Señor de los Anillos para su promoción.

## Episodios y audiencias
Los datos corresponden a su estreno en España por Antena 3, según datos de audiencia de TNS:
| N.º | Título                       | Fecha de emisión        | Audiencia | Share |
| --- | ---------------------------- | ----------------------- | --------- | ----- |
| 1   | Manolo y Benito Corporeision | 25 de diciembre de 2006 | 4.464.000 | 25,8% |
| 2   | Uno de los nuestros          | 1 de enero de 2007      | 3.250.000 | 18,2% |
| 3   | Las mirindas de Velázquez    | 8 de enero de 2007      | 3.449.000 | 17,9% |
| 4   | I loft you                   | 15 de enero de 2007     | 3.282.000 | 17,3% |
| 5   | Los milagros de Milagros     | 22 de enero de 2007     | 3.320.000 | 16,8% |
| 6   | Benito y el hijo pródigo     | 29 de enero de 2007     | 3.086.000 | 16,0% |
| 7   | Esta corrala es una ruina    | 5 de febrero de 2007    | 3.237.000 | 17,2% |
| 8   | Casi todos a la cárcel       | 12 de febrero de 2007   | 3.374.000 | 17,7% |
| 9   | La habitación del pá-chino   | 19 de febrero de 2007   | 2.962.000 | 16,1% |
| 10  | Hoy no me quiero ir a currar | 26 de febrero de 2007   | 2.802.000 | 15,1% |
| 11  | Un alcalde en la corrala     | 5 de marzo de 2007      | 2.935.000 | 15,6% |
| 12  | ¡El autor, el autor...!      | 12 de marzo de 2007     | 3.009.000 | 16,3% |

Los doce episodios emitidos cosecharon una audiencia media de 3.222.000 espectadores y un 17,2% de cuota de pantalla.